# Borland C++
Borland C++ е интегрирана среда за програмиране на Borland за езиците C/C++. Направена е за MS-DOS и Microsoft Windows. Borland C++ наследник на Turbo C++ и в него е включен по-добър дебъгер, Turbo Debugger, който е написан в защитен режим DOS.

## Библиотеки
Object Windows Library (OWL): набор от C++ класове, за да се улесни развитието на професионални графични приложения на Windows.
Turbo Vision: набор от C++ класове за създаване на професионални приложения в DOS. Тези класове имитират някои от аспектите на заявление за Windows като: диалогови прозорци, обмен на съобщения, менюта, ускорители и т.н.

## Добавки
Borland Power Pack за DOS: Използва се за създаване на 16- и 32-битов защитен режим на DOS приложения, които могат да имат достъп до ограничен обхват на Windows API и използване на функции във всяка DLL Windows.
Borland CodeGuard: Ако някъде е открита грешка, един изскачащ прозорец дебъгер може да спре или регистъра се записва на диска. Доставя се в продължение на 16 – и 32-битови приложения.

## Версии
- Borland C++ 2.0 – (1991, MS-DOS)
- Borland C++ 3.0 – (1991) Нов компилатор помощник за изграждане на Microsoft Windows програми.
- Borland C++ 3.1 – (1992) Въвеждане на Windows-базиран IDE и приложни рамки (OWL 1.0, Turbovision 1.0)
- Borland C++ 4.0 – (1993, Windows 3.x) MS-DOS IDE не се поддържа повече, включен OWL 2.0.
- Borland C++ 1.0 – (1992, OS/2)
- Borland C++ 1.5 – (?, OS/2)
- Borland C++ 2.0 – (1993, OS/2) Помощ за 2.1 и Warp 3. OWL 2.0. Включени IBM SMART Toolset за автоматично мигриращи Windows приложения към OS2.
- Borland C++ 4.01
- Borland C++ 4.02 – (1994)
- Borland C++ 4.5
- Borland C++ 4.51
- Borland C++ 4.52 – (1995) Официална поддръжка за Windows 95, OWL 2.5
- Borland C++ 4.53
- Borland C++ 5.0 – (1996, Windows 95) Работи на Windows 95 и Windows NT 3.51. Тя не работи (официално) на Windows NT 4.0 (все още в разработка по това време). Тестове откриват някои проблеми на NT 4.0. Borland C++ 5.0 не работи на Windows 3.x или DOS. Въпреки това, може да се развиват Win32, Win16 или DOS програми.
- Borland C++ 5.01
- Borland C++ 5.02 – (1997) Последната версия на Borland C++ IDE (впоследствие се заменя със C++ Builder серия), финалната версия за поддръжка на компилацията на MS-DOS цел (реален режим). Официално работи на Windows NT 4.0.
- Borland C++ Builder 4.0 + Borland C++ 5.02 – (1999) Пакетна комбинация, за да улесни миграцията към C++ Builder.
- Borland C++ 5.5 – Само командов компилатор (без IDE).

## Еволюция на Borland C++
Borland C++ се е развил в няколко стъпки:
Turbo C++ -> Borland C++ -> Borland C++Builder -> CodeGear C++Builder -> Embarcadero C++Builder
|  | Тази страница частично или изцяло представлява превод на страницата Borland C++ в Уикипедия на английски. Оригиналният текст, както и този превод, са защитени от Лиценза „Криейтив Комънс – Признание – Споделяне на споделеното“, а за съдържание, създадено преди юни 2009 година – от Лиценза за свободна документация на ГНУ. Прегледайте историята на редакциите на оригиналната страница, както и на преводната страница, за да видите списъка на съавторите. ВАЖНО: Този шаблон се отнася единствено до авторските права върху съдържанието на статията. Добавянето му не отменя изискването да се посочват конкретни източници на твърденията, които да бъдат благонадеждни. |